# 兴势之战
兴势之战是三国时期曹魏对敌国蜀汉的一场失败的入侵。战斗发生地在今陕西洋县北面的兴势山，为今长青自然保护区的一部分。此战是曹魏摄政曹爽意图消灭敌国蜀汉的一次尝试，以完败告终。

## 背景
尽管曹魏朝堂强烈反对，曹爽相信此战可行，尤其是在蜀汉大司马蒋琬于243年十月将所部主力从汉中撤到涪县后。曹爽及其门生认为，凭借数量上的优势，他们的军队可以轻易在蜀汉援军到来前攻克汉中。即使不能完全灭蜀，攻陷汉中也足以树立曹爽在朝堂的威望和影响力。
汉中之战后，魏延被任为汉中太守。任职期间，他在通往汉中的道路上的战略要地建立了几个设防的哨所，然后用精锐士兵驻扎在那里。尽管敌军会攻击他们，但他们还是被击退了。到兴势之战时，这些前哨仍然活跃。王平将利用这些先前的安排来取得对曹爽部队的胜利。

## 地理
从汉中到关中的三条通道都是秦岭中的峡谷。东路是最长的，总计超过330公里，北端直达长安以南，是為子午谷，南段称为子谷，北段称为午谷。崎岖的地貌提供了大量可以完美伏击的地点，设伏方可以轻易全歼谷内敌军，所以这条最长的路线也最危险。如果蜀汉发动攻势，经此道路可以轻易威胁长安，这也是诸葛亮首次北伐时魏延所建议的路線。西面长235公里的褒斜道在三条之中路况最好，北段称为斜谷，南段称为褒谷，其南端在汉中北约25公里，北端在今陕西眉县南15公里。在褒斜道中心，另一条峡谷箕谷西向延伸，然后转而北向，最终止于当蜀汉进攻时受到威胁的战略要地陈仓附近。如魏采取攻势，良好的路况意味着蜀漢能更快聚集守军并在魏军出谷前阻止其进攻。
210公里长的儻駱道在中路，是最短的一条，以其两端得名。南端接近今陕西洋县的儻水河，北端在今陕西周至县西面的駱峪。因此，其南段叫儻谷，北段叫駱谷。曹爽选择从中路攻蜀，但这被证明是犯了一个重大的战略疏忽；此路虽然最短，但路况最糟。更重要的是，在三条路中，儻駱道没有水源的路段最长。因此攻蜀漢的魏军被后勤所羁绊，出谷前即有大量负责运输的动物渴死。曹爽只得征调数万役夫为苦力运输粮草，渴死者亦眾多。魏军士气骤降，曹爽军中乃至曹魏本土不满曹爽主政的情绪大幅滋长。

## 战役
244年四月，曹爽提拔夏侯玄为征西将军，任雍州刺史郭淮为前锋。他们合兵经倘骆道进军汉中。曹爽党羽邓飏、李胜作为谋士随军参战。魏军的基础目标是阳平关。
蜀汉镇北大将军王平守御汉中，但总军力不足3万。面对数量上的绝对劣势，一些蜀漢将帅建议集中兵力防御汉城和乐城。王平拒绝了，因为援军路途遥远，到达需要时间，一旦敌军畅通无阻通过阳平关，蜀汉將會面臨重大損失，故主張依先前魏延抵禦魏軍的「重門」之略，運用漢中崎岖地貌的地利优势阻止敌军。王平命护军将军刘敏、行参军武略中郎将杜祺在兴势山中安营，多树旗帜，绵延百余里，制造守军比实际更多的假象。王平亲自率军在刘敏之后，以防魏军经兴势山东的黄金谷分兵来袭。如王平所料，五月，魏军在兴势山受阻，又因补给线过长且运输动物几乎全部死亡，补给耗尽。蜀汉大将军费祎正从成都率援军赶赴汉中。漢军预备反攻不堪重负的入侵魏军。
曹爽的参军杨伟意识到危险，求曹爽放弃行动立即撤军，但邓飏反对，不顾自己缺乏军事常识与杨伟争论。杨伟未能说服他们，愤然说：“邓飏、李胜败坏国家，可以处斩。”曹爽不悦，拒绝了两人的建议。太傅司马懿最初就反对此战，再不能忽视如此危险的境况，写信给夏侯玄以示即将到来的灾祸，并警告对方该注意到約30年前（217—219年）曹操在汉中争夺战中几乎遭刘备完败。漢军牢牢控制兴势山，阻止魏军前进，一旦另一支漢军断其退路，曹爽和夏侯玄就没命负这个责任了。夏侯玄读信，意识到危险的处境。当时司马懿之子、散骑常侍新城乡侯司马昭被曹爽作为征蜀将军，副于夏侯玄。王平夜襲了司馬昭的營寨，但司馬昭躺著不動，王平就撤退了。司马昭也对夏侯玄说：“费祎据险拒守，进不能攻战，退則被截擊，应该立刻回师，再作打算。”夏侯玄说服曹爽，曹爽不情愿地下令撤军。郭淮估计形势不利，率本部先撤，免于大败。
然而蜀漢將領费祎不愿让曹爽轻易撤军，漢軍在享有絕對地理優勢之駱谷三嶺沈嶺、衙嶺和分水嶺安營，攻魏軍側翼，阻其退路。曹爽所部，因飢渴和疾病，傷亡慘重，勉強逃回關中。此败后，当时人讥讽曹爽和夏侯玄。

## 后果
费祎因此胜績受封成乡侯，留守汉中直至延熙七年九月（244年10月）返回成都。相反，曹魏方面，司马昭被贬为议郎；曹爽的威勢骤跌，導致他在5年後（249年）於高平陵之變中，與司馬懿爭權失敗而倒台，埋下曹氏大衰之伏笔。在該戰役22年之後，魏元帝曹奂禪位晉武帝司馬炎使得西晉取代曹魏。興勢之戰為魏軍付出巨大傷亡，更延長蜀漢政權國祚20餘年，在這段時間內因人力物力大量損耗，造成關中地區進入了餓殍遍野的死地，同時更湧入了大量羌、胡等民眾，為後來埋下西晉初期河西鮮卑人禿髮樹機能公開的叛亂，而晉武帝司馬炎的統治後期昏庸令西晉王朝更爆發了16年的八王之亂，各皇室成員無暇理會關中地區令該地區變得更加脆弱，讓各地不同種族的胡人看見西晉政權的無能以及迅速攻下關中和洛陽地區進犯中原建立不同大小的政權，使得中原地區進入了長達二百多餘年五胡亂華以及南北朝的分裂期，改變了中國歷史走向讓中國後來進入了第一次民族大融合的歷史發展階段。

## 分析
兴势之战是三国时期重要战役之一。司馬懿、诸葛亮、姜维等主要人物未参战使很多作家相比同时期的其他战役较少着墨甚至忽略此战。虽然这场战役表明蜀汉仍然受益于高级军事指挥官。
尽管在文学史上相对较少被注意到，后世的军事家们给此战很高的评价：如明朝战略家刘基在著作《百战奇略》中将此战列为“退战”的经典战例——一旦敌军占有绝对地理优势，你已难以继续战斗，唯一可行的选择就是迅速撤退。

## 参战人员
| 曹魏： - 大将军曹爽，统帅 - 征西将军夏侯玄，副帅 - 征蜀護军司马昭 - 謀士鄧颺、李勝 - 参军杨伟（字世英） - 雍州刺史郭淮，先锋指挥官 | 蜀漢： - 大将军费祎，统帅 - 镇北大将军王平 - 护军刘敏 - 行参军武略中郎将杜祺 |

## 時下引用
此戰在光榮遊戲系列《真三國無雙6》開始為晉傳關卡。